# Santa Maria Coghinas
Santa Maria Coghinas es una localidad italiana de la provincia de Sassari, región de Cerdeña,  con 1445 habitantes.

## Evolución demográfica
| Gráfica de evolución demográfica de Santa Maria Coghinas entre 1861 y 2001 |
|                                                                            |
| Fuente ISTAT - elaboración gráfica de Wikipedia                            |